# Rogny
Ne pas confondre avec Rugny et Rogny-les-Sept-Écluses dans le département de l'Yonne.
Rogny est une commune française située dans le département de l'Aisne, en région Hauts-de-France.

## Géographie

### Localisation
Située au nord de Marle, au bord de la Nationale 2, la commune est traversée par le Vilpion et la Brune, deux affluents de la Serre.

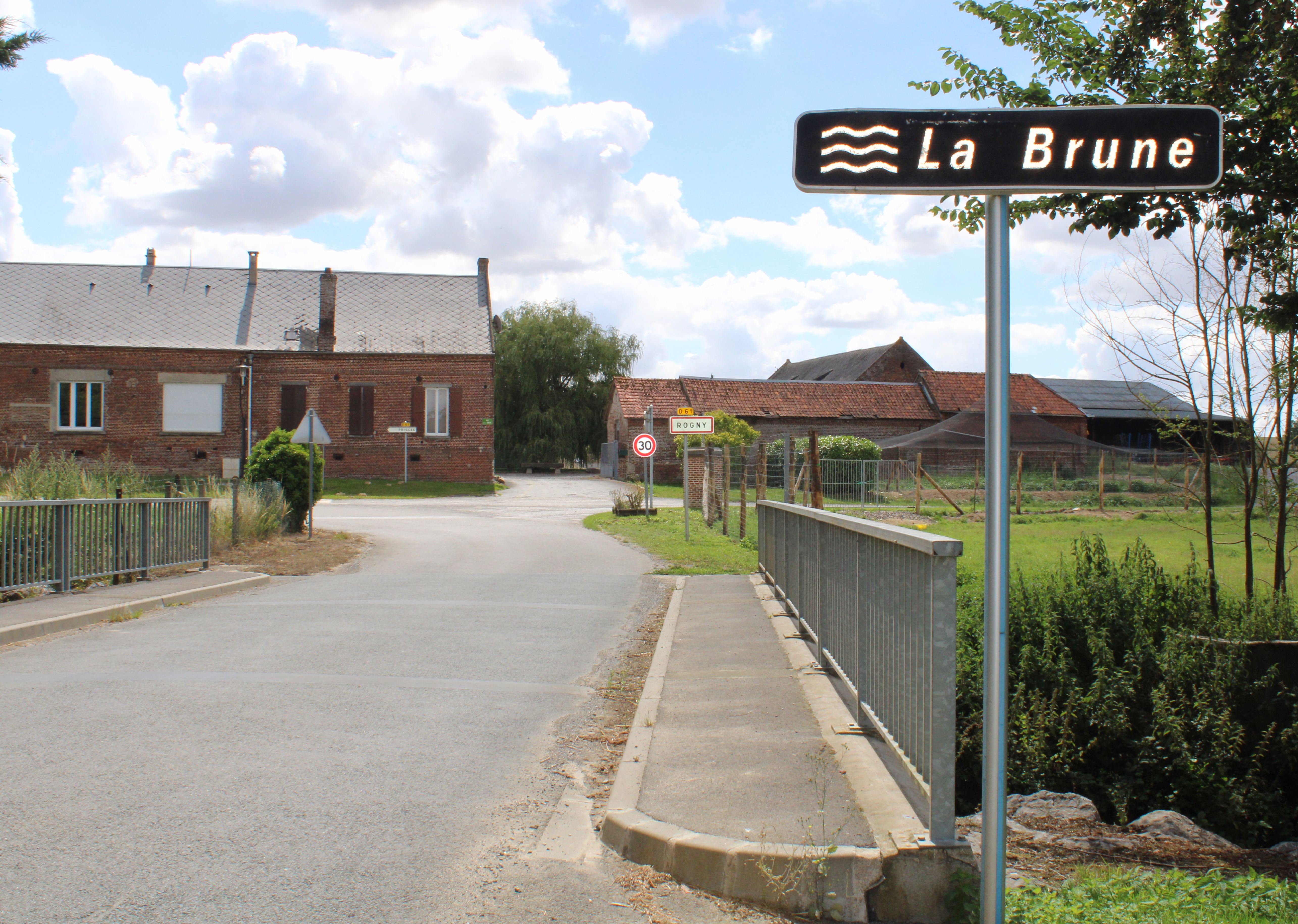
Entrée du village et pont sur la Brune.
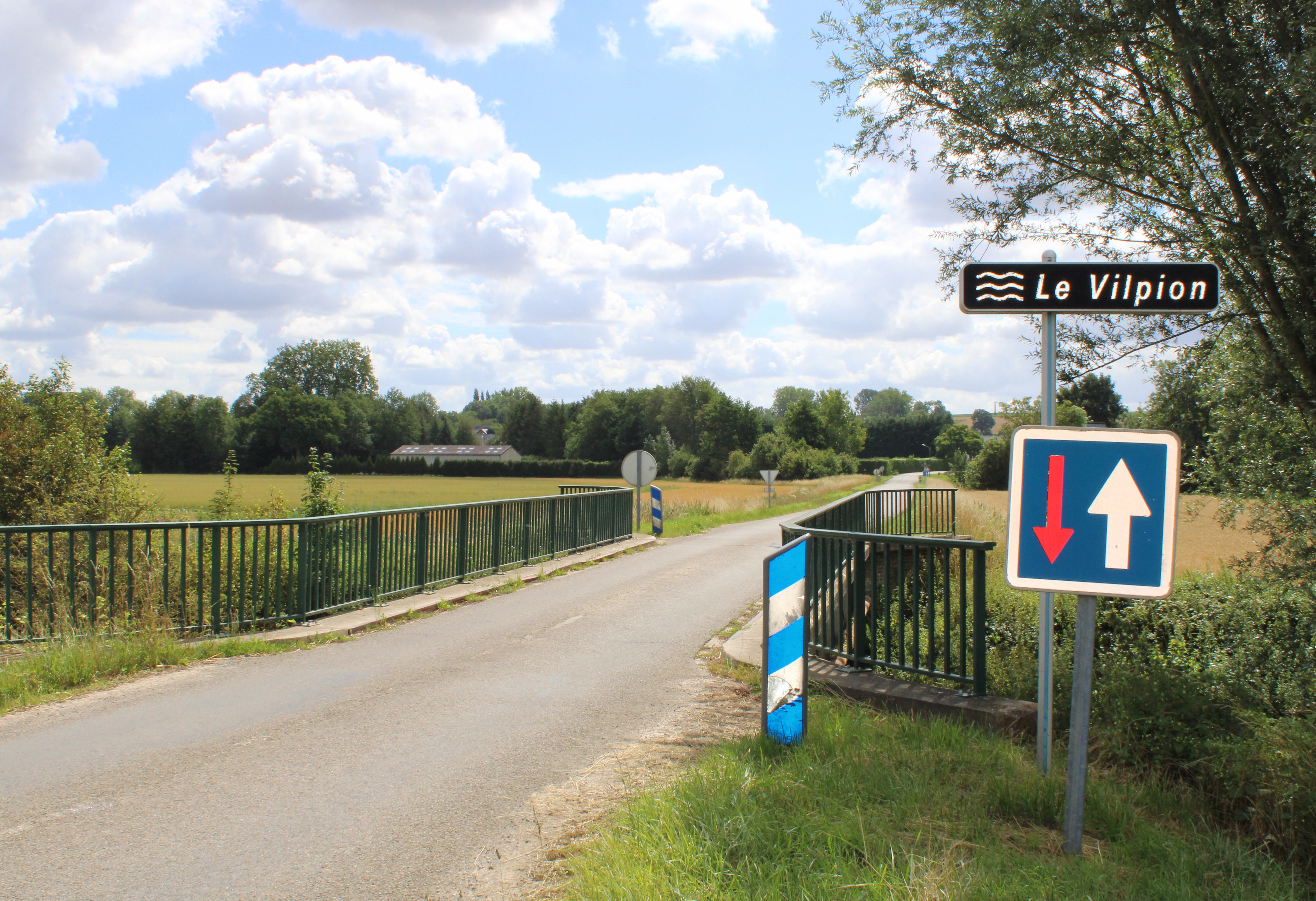
Le pont sur le Vilpion à l'entrée du village.
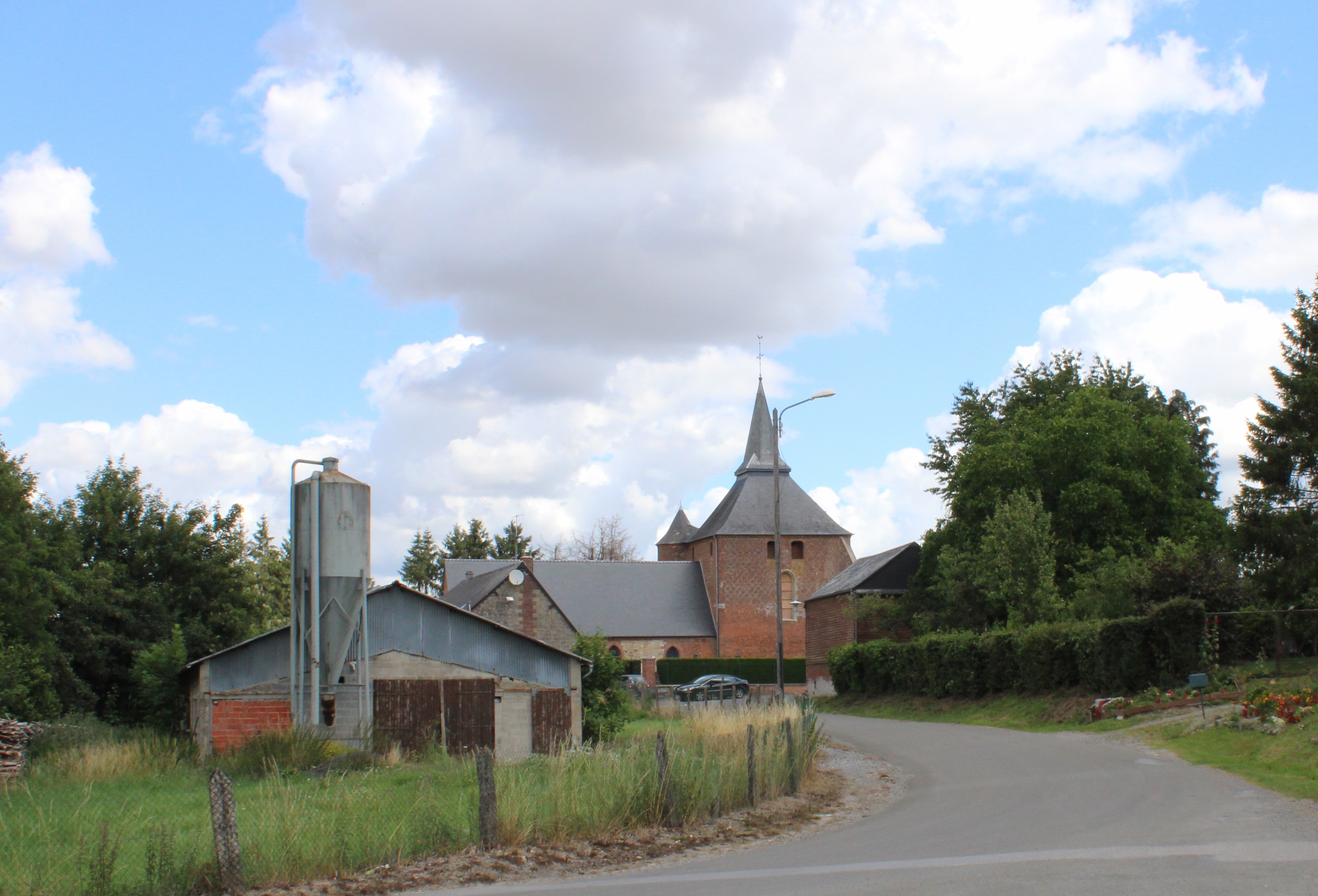
Vue du village.

### Hydrographie
La commune est située dans le bassin Seine-Normandie. Elle est drainée par la rivière Brune, le Vilpion, divers bras de la Brune, divers bras du Vilpion,,.
La Brune, d'une longueur de 37 km, prend sa source dans la commune de Brunehamel et se jette  dans le Vilpion à Thiernu, après avoir traversé 20 communes.
Le Vilpion, d'une longueur de 43 km, prend sa source dans la commune de Plomion et se jette  dans la Serre à Dercy, après avoir traversé 17 communes. Les caractéristiques hydrologiques du Vilpion sont données par la station hydrologique située sur la commune de Thiernu. Le débit moyen mensuel est de 1,6 m3/s. Le débit moyen journalier maximum est de 14,5 m3/s, atteint lors de la crue du 4 janvier 2024. Le débit instantané maximal est quant à lui de 16,5 m3/s, atteint le même jour.

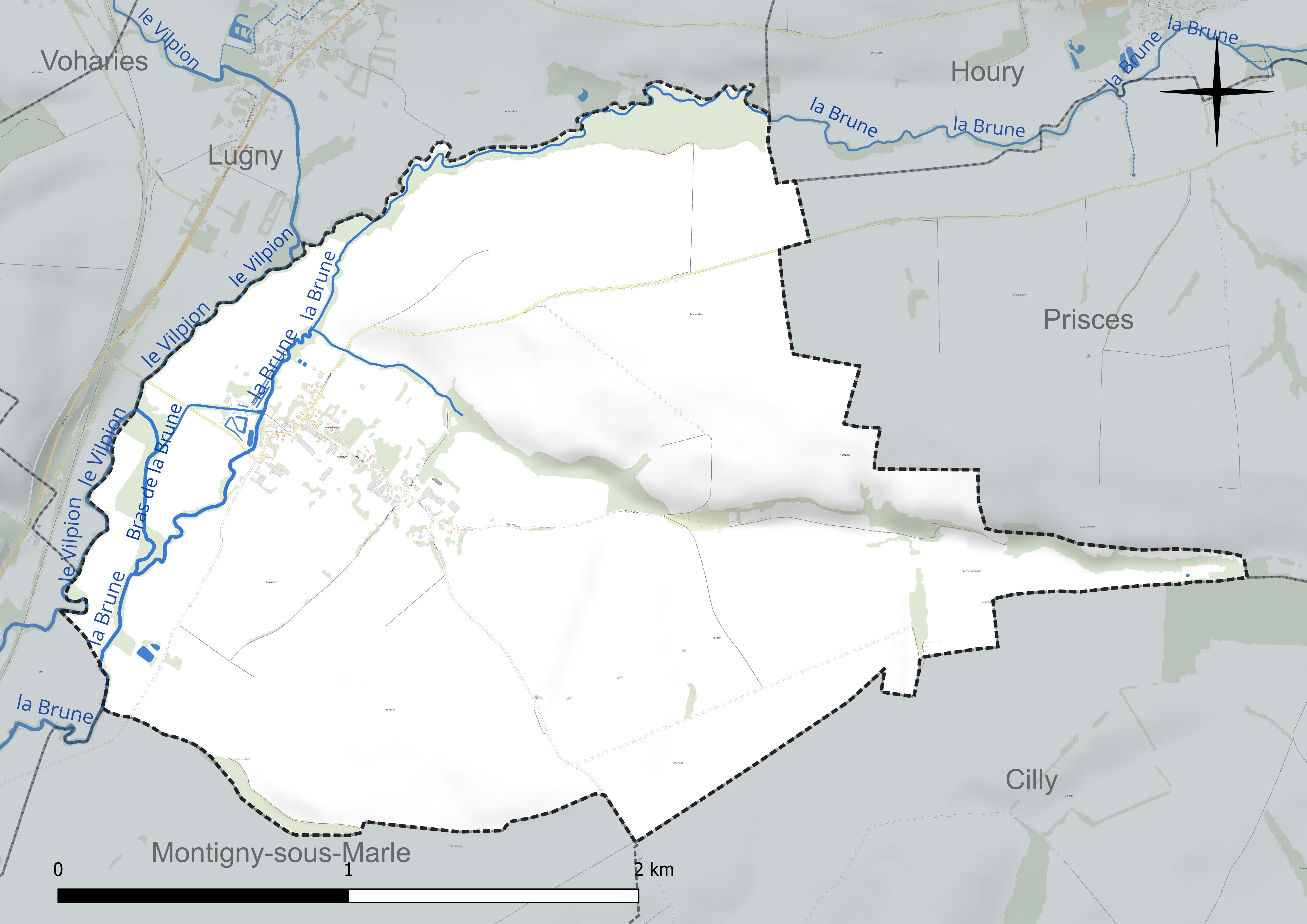
Réseau hydrographique de Rogny.

### Climat
Pour des articles plus généraux, voir Climat des Hauts-de-France et Climat de l'Aisne.
En 2010, le climat de la commune est de type climat océanique dégradé des plaines du Centre et du Nord, selon une étude du CNRS s'appuyant sur une série de données couvrant la période 1971-2000. En 2020, Météo-France publie une typologie des climats de la France métropolitaine dans laquelle la commune est exposée à un climat océanique altéré et est dans la région climatique Nord-est du bassin Parisien, caractérisée par un ensoleillement médiocre, une pluviométrie moyenne régulièrement répartie au cours de l'année et un hiver froid (3 °C).
Pour la période 1971-2000, la température annuelle moyenne est de 10,3 °C, avec une amplitude thermique annuelle de 14,9 °C. Le cumul annuel moyen de précipitations est de 761 mm, avec 12,3 jours de précipitations en janvier et 9,4 jours en juillet. Pour la période 1991-2020, la température moyenne annuelle observée sur la station météorologique la plus proche, située sur la commune de Fontaine-lès-Vervins à 12 km à vol d'oiseau, est de 10,5 °C et le cumul annuel moyen de précipitations est de 826,3 mm,. Pour l'avenir, les paramètres climatiques de la commune estimés pour 2050 selon différents scénarios d'émission de gaz à effet de serre sont consultables sur un site dédié publié par Météo-France en novembre 2022.

## Urbanisme

### Typologie
Au 1er janvier 2024, Rogny est catégorisée commune rurale à habitat dispersé, selon la nouvelle grille communale de densité à 7 niveaux définie par l'Insee en 2022.
Elle est située hors unité urbaine et hors attraction des villes,.

### Occupation des sols
L'occupation des sols de la commune, telle qu'elle ressort de la base de données européenne d'occupation biophysique des sols Corine Land Cover (CLC), est marquée par l'importance des territoires agricoles (94,2 % en 2018), une proportion identique à celle de 1990 (94,2 %). La répartition détaillée en 2018 est la suivante : 
terres arables (92 %), zones urbanisées (5,8 %), prairies (2,3 %).
L'évolution de l'occupation des sols de la commune et de ses infrastructures peut être observée sur les différentes représentations cartographiques du territoire : la carte de Cassini (XVIIIe siècle), la carte d'état-major (1820-1866) et les cartes ou photos aériennes de l'IGN pour la période actuelle (1950 à aujourd'hui).

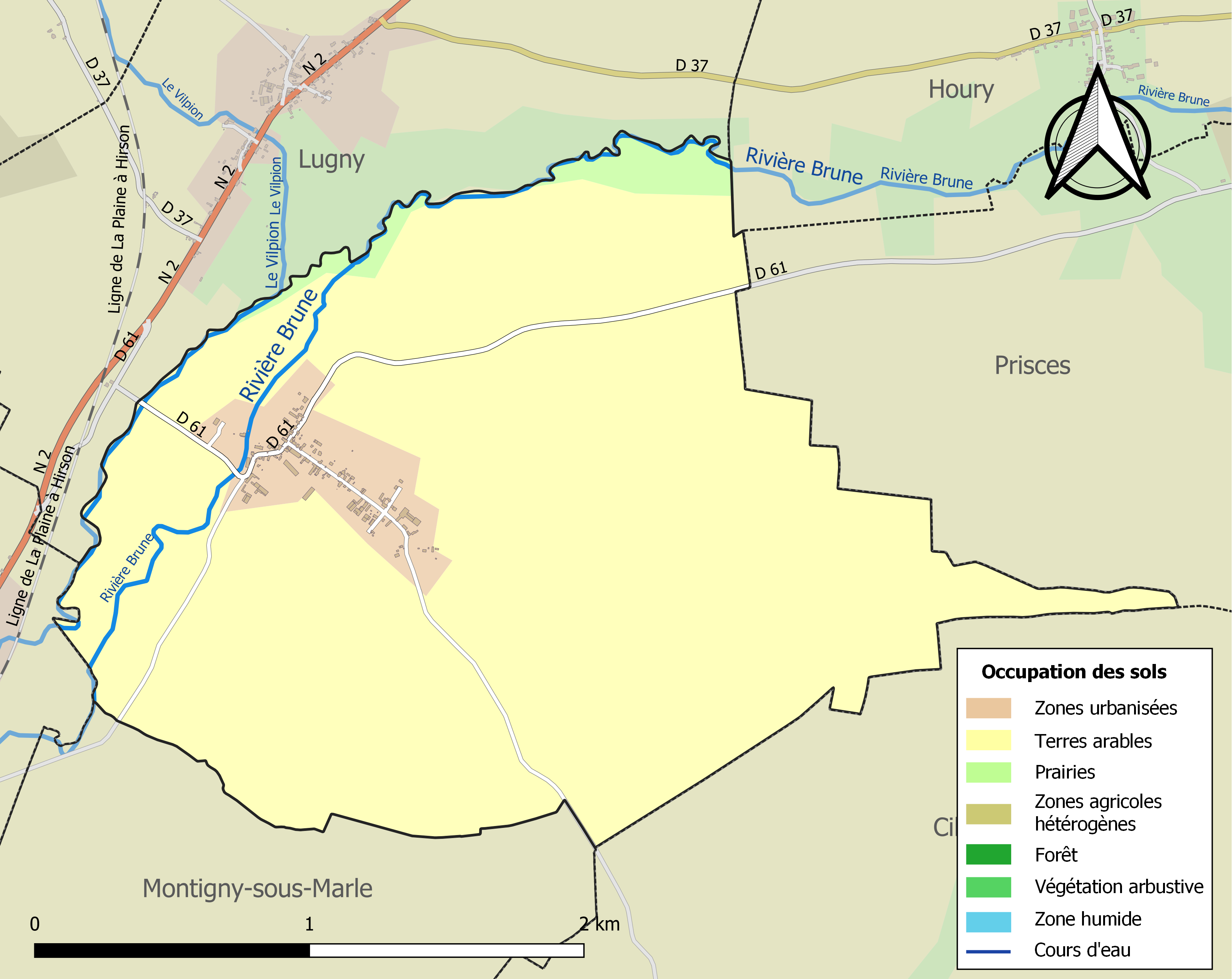
Carte de l'occupation des sols de la commune en 2018 (CLC).

## Toponymie
Le nom de la localité est attesté sous les formes Villa que dicitur Roenias (1141) ; Roegnis (1144) ; in territorio de Roigniez (1173) ; villa de Roingnis (1186) ; Roingniez (1195) ; Roignies (XIIe siècle) ; Roognis (1259) ; Roegnies (1266) ; Rouegnies (1266) ; Roignis (1284) ; Roingnies (1320) ; Rougnie (1372) ; Rongnis (1389) ; Roingny (1397) ; Roingnys (1404) ; Rongnys (1416) ; Rougnis (1436) ; Rougny (1484) ; Rogny-lez-Marle (1509) ; Rogny-les-Marle (1510) ; Rongny (XVIe siècle) ; Rognis (1709).

## Politique et administration

### Découpage territorial
La commune de Rogny est membre de la communauté de communes de la Thiérache du Centre, un établissement public de coopération intercommunale (EPCI) à fiscalité propre créé le 31 décembre 1992 dont le siège est à La Capelle. Ce dernier est par ailleurs membre d'autres groupements intercommunaux.
Sur le plan administratif, elle est rattachée à l'arrondissement de Vervins, au département de l'Aisne et à la région Hauts-de-France. Sur le plan électoral, elle dépend du  canton de Marle pour l'élection des conseillers départementaux, depuis le redécoupage cantonal de 2014 entré en vigueur en 2015, et de la troisième circonscription de l'Aisne  pour les élections législatives, depuis le dernier découpage électoral de 2010.

### Administration municipale
| Période                                  | Période                       | Identité            | Étiquette | Qualité                                 |
| ---------------------------------------- | ----------------------------- | ------------------- | --------- | --------------------------------------- |
| Les données manquantes sont à compléter. |                               |                     |           |                                         |
| mars 2001                                | En cours (au 20 juillet 2020) | Jean-René Delaporte | DVG       | Employé Réélu pour le mandat 2020-2026, |

## Démographie

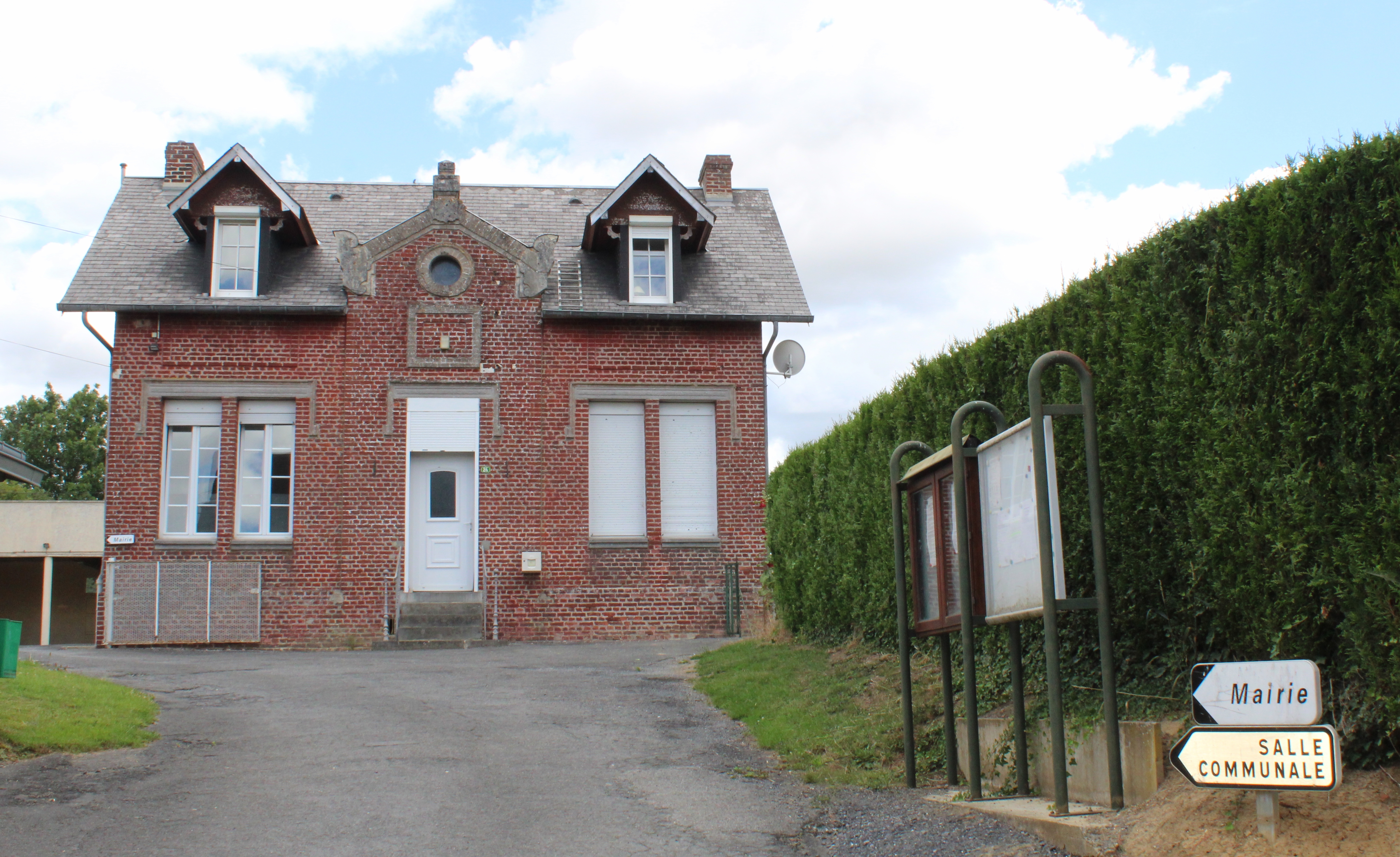
La mairie

L'évolution du nombre d'habitants est connue à travers les recensements de la population effectués dans la commune depuis 1793. Pour les communes de moins de 10 000 habitants, une enquête de recensement portant sur toute la population est réalisée tous les cinq ans, les populations de référence des années intermédiaires étant quant à elles estimées par interpolation ou extrapolation. Pour la commune, le premier recensement exhaustif entrant dans le cadre du nouveau dispositif a été réalisé en 2004.

En 2022, la commune comptait 100 habitants, en évolution de −14,53 % par rapport à 2016 (Aisne : −1,97 %, France hors Mayotte : +2,11 %).
| 1793 | 1800 | 1806 | 1821 | 1831 | 1836 | 1841 | 1846 | 1851 |
| ---- | ---- | ---- | ---- | ---- | ---- | ---- | ---- | ---- |
| 216  | 230  | 245  | 275  | 270  | 252  | 278  | 276  | 276  |

| 1856 | 1861 | 1866 | 1872 | 1876 | 1881 | 1886 | 1891 | 1896 |
| ---- | ---- | ---- | ---- | ---- | ---- | ---- | ---- | ---- |
| 265  | 280  | 284  | 277  | 252  | 238  | 220  | 212  | 198  |

| 1901 | 1906 | 1911 | 1921 | 1926 | 1931 | 1936 | 1946 | 1954 |
| ---- | ---- | ---- | ---- | ---- | ---- | ---- | ---- | ---- |
| 191  | 185  | 178  | 175  | 176  | 176  | 184  | 145  | 187  |

| 1962 | 1968 | 1975 | 1982 | 1990 | 1999 | 2004 | 2006 | 2009 |
| ---- | ---- | ---- | ---- | ---- | ---- | ---- | ---- | ---- |
| 179  | 142  | 138  | 138  | 129  | 116  | 104  | 98   | 104  |

| 2014 | 2019 | 2022 | - | - | - | - | - | - |
| ---- | ---- | ---- | - | - | - | - | - | - |
| 112  | 104  | 100  | - | - | - | - | - | - |

## Lieux et monuments
- Église Saint-Évent de Rogny, une des multiples églises fortifiées de Thiérache.

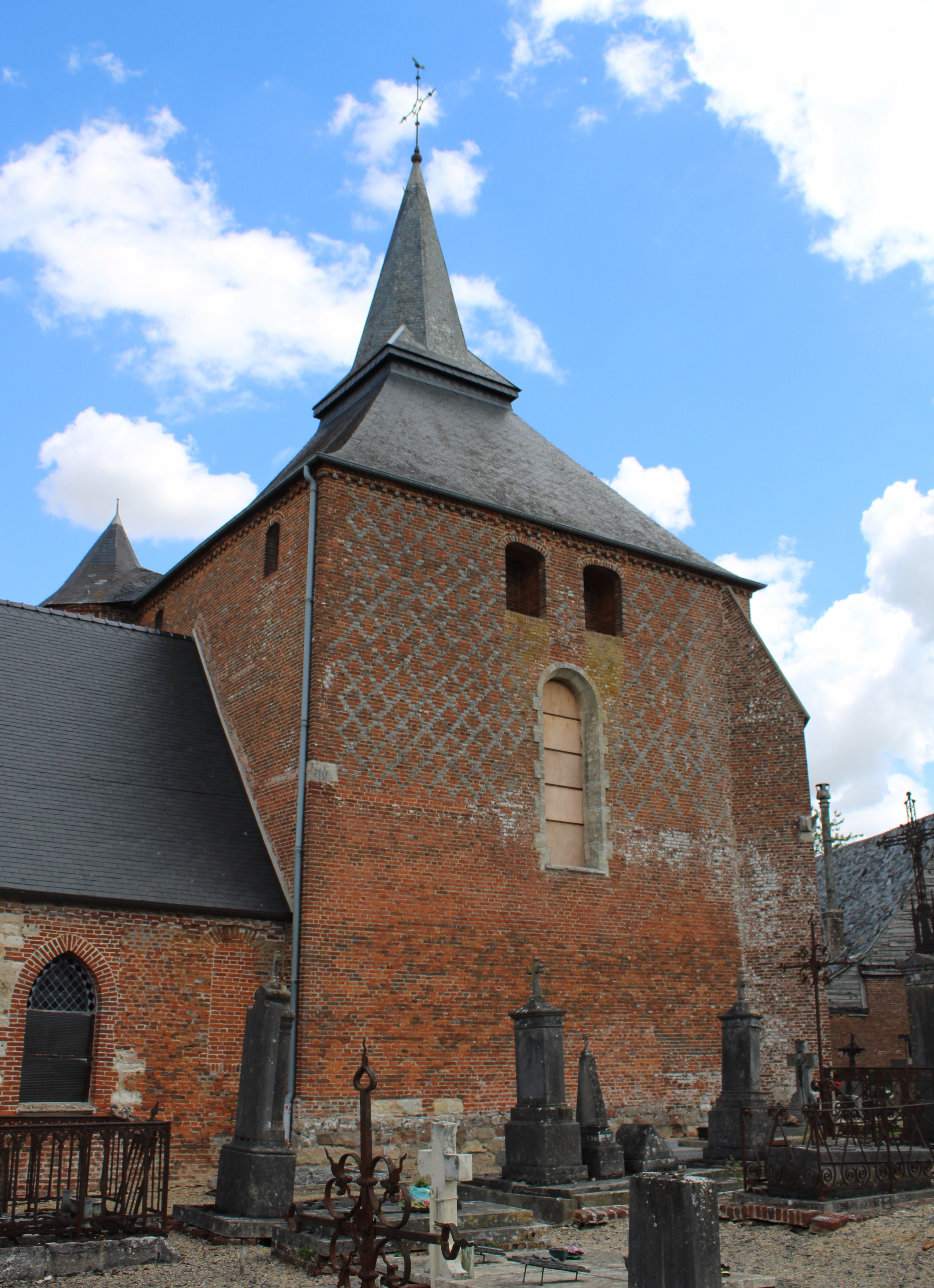
L'église fortifiée.
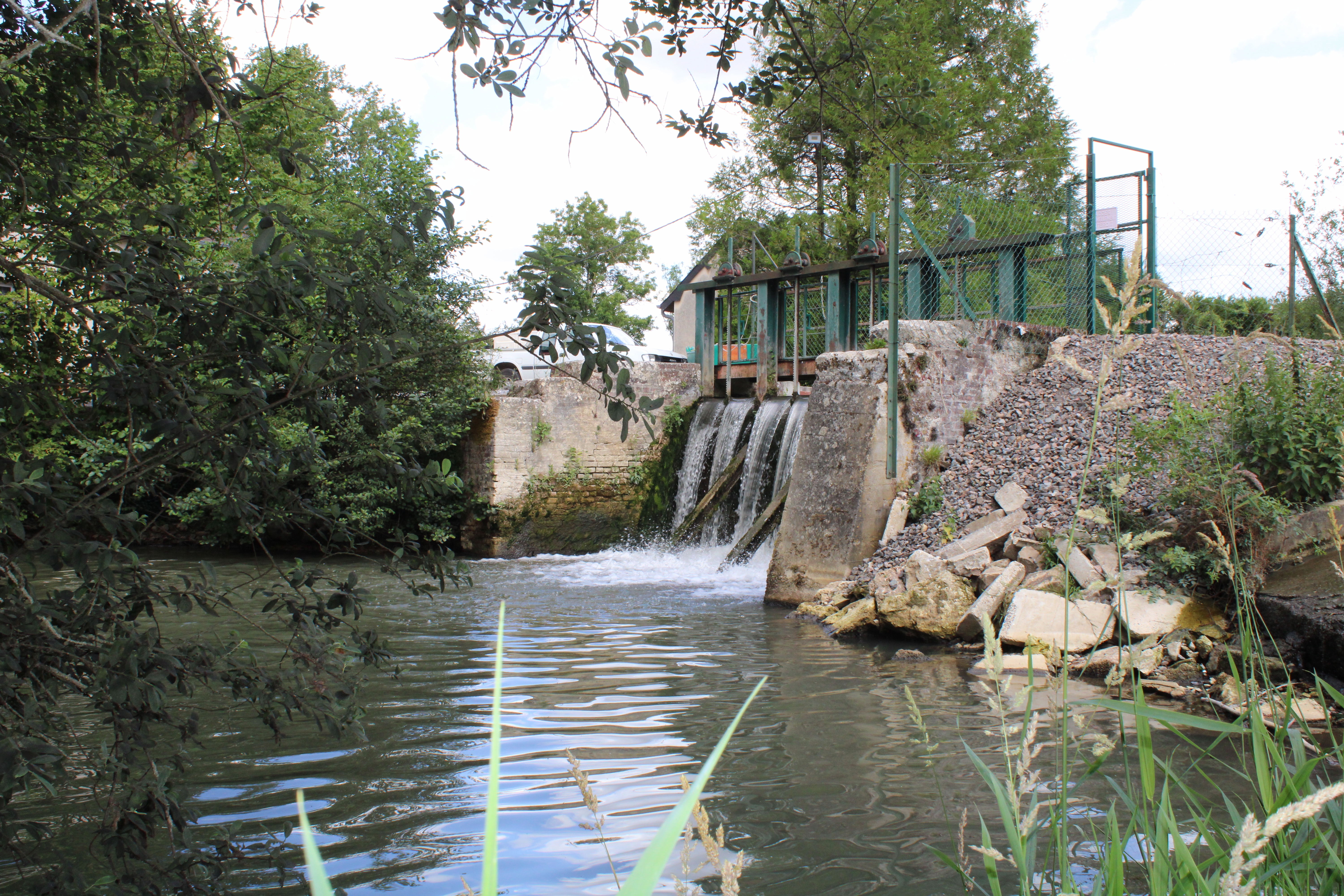
L'ancien moulin  sur le Vilpion.
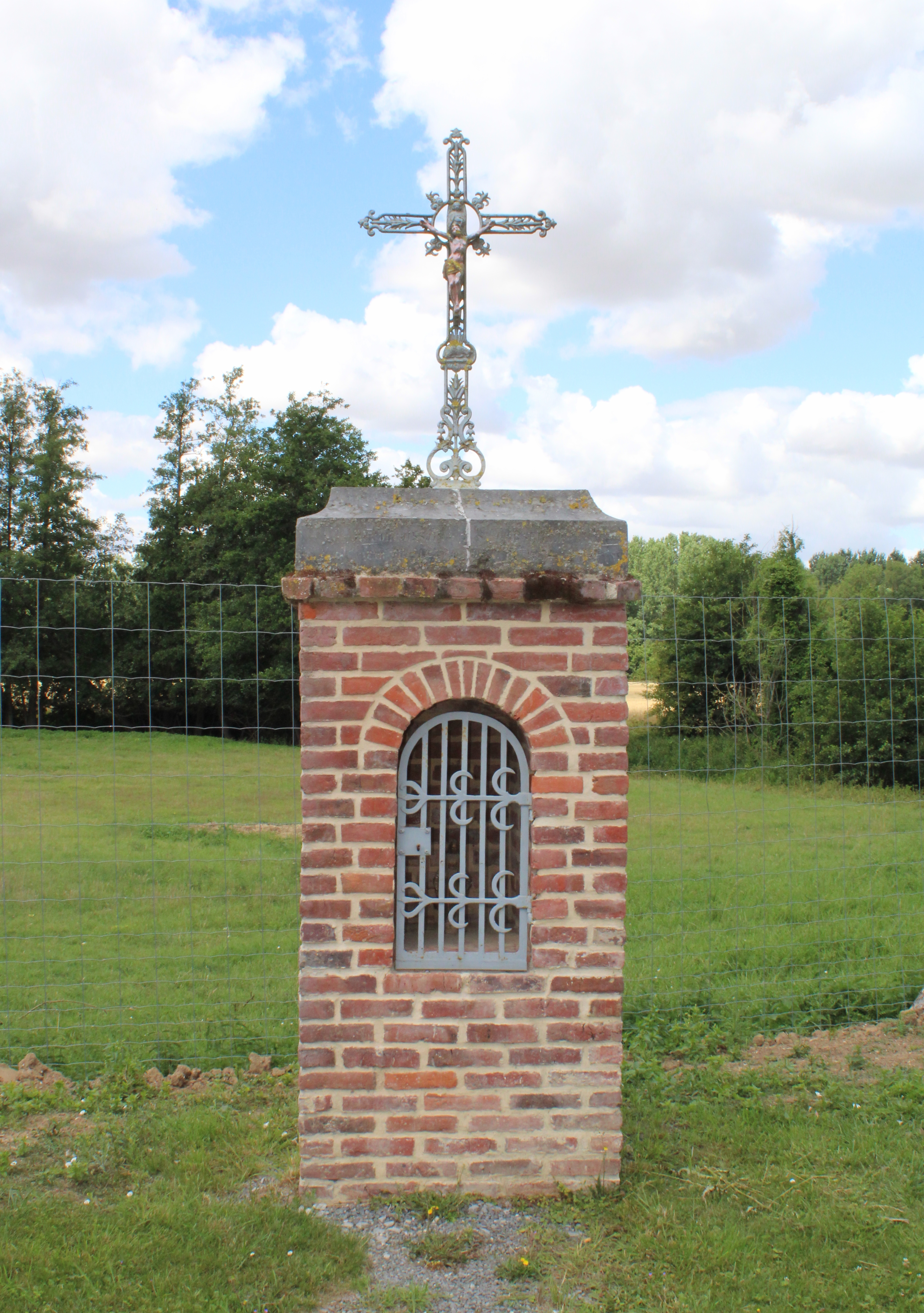
Un oratoire.
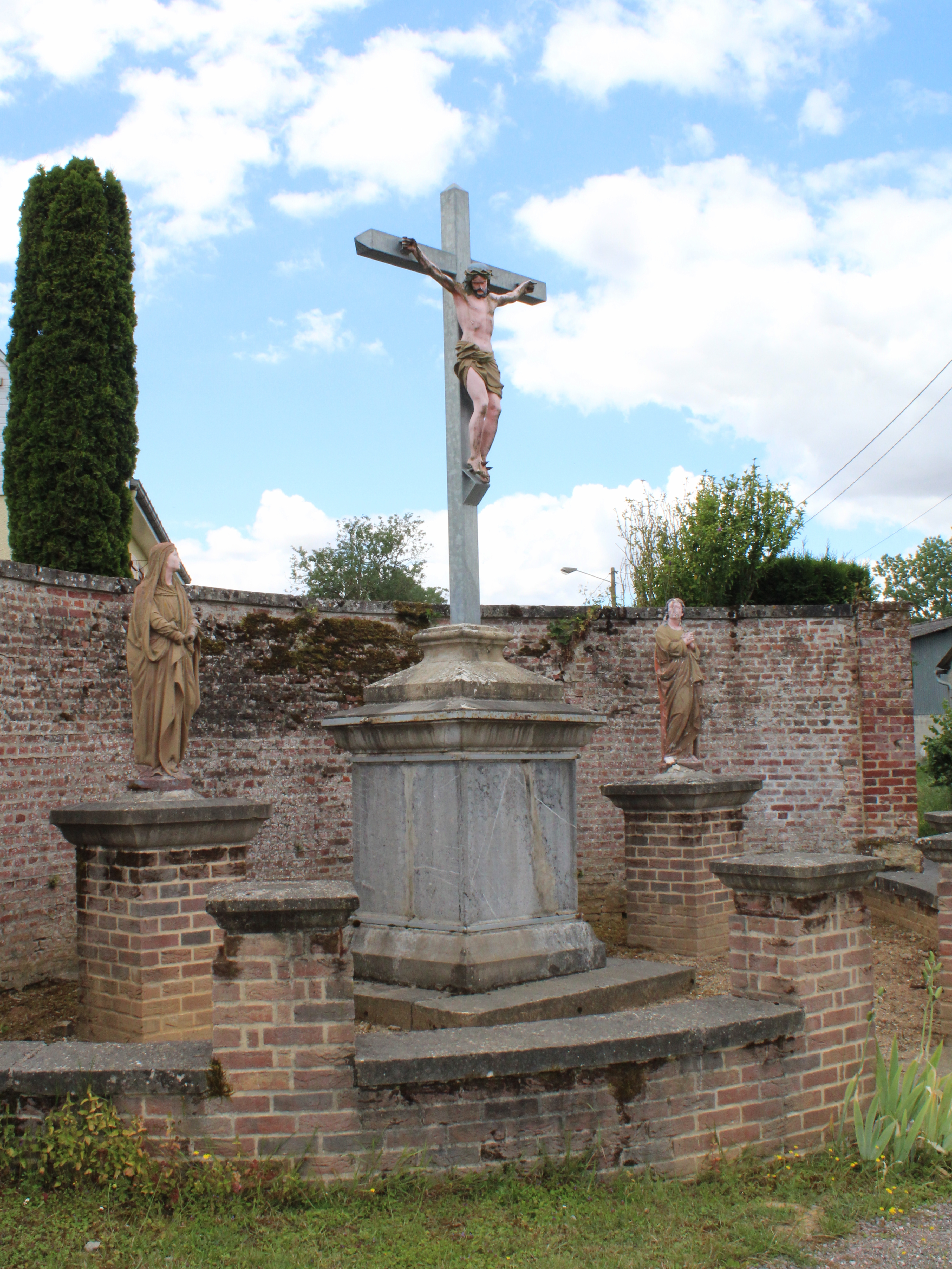
Le calvaire.

## Personnalités liées à la commune
- Roger Riou (1909-1994), prêtre missionnaire décédé dans la commune.